# Гарбузівська сільська рада (Зборівський район)
Гарбу́зівська сільська́ ра́да — адміністративно-територіальна одиниця та орган місцевого самоврядування у Зборівському районі Тернопільської області. Адміністративний центр — село Гарбузів.

## Загальні відомості
Гарбузівська сільська рада утворена в 1939 році.
- Територія ради: 4,69 км²
- Населення ради: 670 осіб (станом на 2001 рік)
- Територією ради протікає річка Серет

## Населені пункти
Сільській раді були підпорядковані населені пункти:
- с. Гарбузів
- с. Манаїв

## Склад ради
Рада складалася з 15 депутатів та голови.
- Голова ради: Кривий Марян Ілліч
- Секретар ради: Гаковнік Ганна Петрівна

### Керівний склад попередніх скликань
| Прізвище, ім'я, по батькові | Основні відомості                                                 | Дата обрання | Дата звільнення |
| --------------------------- | ----------------------------------------------------------------- | ------------ | --------------- |
| Кривий Мар'ян Ілліч         | Сільський голова, 1950 року народження, безпартійний              | 26.03.2006   | 31.10.2010      |
| Кривий Марян Ілліч          | Сільський голова, 1950 року народження, освіта вища, безпартійний | 31.10.2010   |                 |

Примітка: таблиця складена за даними сайту Верховної Ради України

### Депутати
За результатами місцевих виборів 2010 року депутатами ради стали:

#### За суб'єктами висування
| Суб'єкт висування | Кількість обраних депутатів | %   |
| ----------------- | --------------------------- | --- |
| Самовисування     | 15                          | 100 |

#### За округами
| № округу | Прізвище, ім'я, по батькові     | Дата визнання обраним | Освіта             | Партійна приналежність | Відомості про обраного депутата                     |
| -------- | ------------------------------- | --------------------- | ------------------ | ---------------------- | --------------------------------------------------- |
| 1        | Гаковнік Ганна Петрівна         | 04.11.2010            | вища               | позапартійна           | ПП «Терновський В. С.», працівник                   |
| 2        | Жукова Марія Костянтинівна      | 04.11.2010            | середня спеціальна | позапартійна           | Гарбузівська сільська рада, секретар                |
| 3        | Ясній Марія Михайлівна          | 04.11.2010            | середня спеціальна | позапартійна           | Гарбузівська сільська рада, бухгалтер               |
| 4        | Дяків Ігор Володимирович        | 04.11.2010            | середня спеціальна | позапартійний          | Залозецьке лісництво, лісник                        |
| 5        | Януш Світлана Степанівна        | 04.11.2010            | середня спеціальна | позапартійна           | тимчасово не працює                                 |
| 6        | Шаваровська Любов Володимирівна | 04.11.2010            | вища               | позапартійна           | тимчасово не працює                                 |
| 7        | Придатко Василь Миколайович     | 04.11.2010            | середня спеціальна | позапартійний          | тимчасово не працює                                 |
| 8        | Гринтус Галина Михайлівна       | 04.11.2010            | середня спеціальна | позапартійна           | фельдшерсько-акушерський пункт с. Монилівка, завФАП |
| 9        | Хорнат Сергій Іванович          | 04.11.2010            | середня спеціальна | позапартійний          | ПП «Терновський В. С.», працівник                   |
| 10       | Олексів Богдан Іванович         | 04.11.2010            | середня            | позапартійний          | тимчасово не працює                                 |
| 11       | Грегус Марія Петрівна           | 04.11.2010            | середня спеціальна | позапартійна           | фельдшерсько-акушерський пункт с. Манаїв, завФАП    |
| 12       | Дитюк Михайло Петрович          | 04.11.2010            | середня спеціальна | позапартійний          | Залозецьке лісництво, лісник                        |
| 13       | Драп'ята Ульяна Василівна       | 04.11.2010            | середня спеціальна | позапартійна           | студент                                             |
| 14       | Бакуменко Ярослав Петрович      | 04.11.2010            | середня спеціальна | позапартійний          | тимчасово не працює                                 |
| 15       | Будник Оксана Степанівна        | 04.11.2010            | вища               | позапартійна           | Манаївська загальноосвітня школа І-ІІ ст., вчитель  |